# 小畑武尊
小畑 武尊（こばた たける、1998年7月30日 - ）は、日本のプロボクサー。大分県別府市出身。第2代日本ウェルター級ユース王者。元日本ウェルター級暫定王者。ダッシュ東保ボクシングジム所属。

## 来歴
2015年12月11日のデビュー戦は4回TKO負け。また2017年、別府商業高校卒業。
2020年12月26日、墨田区総合体育館で逆輸入ボクサーで日本ウェルター級8位の坂井祥紀と同級8回戦を行い、8回判定0-3（73-79×2、75-77）で敗れた。
2021年3月11日に後楽園ホールで行われた「第76回フェニックスバトル」にて日本ウェルター級4位の安達陸虎と日本同級ユース王座決定戦を行い、1回2分3秒TKO勝ちで日本ユース王座獲得に成功。
2021年7月8日、後楽園ホールで近藤哲哉とノンタイトル8回戦を行い、8回判定3-0（77-75×2、78-74）で判定勝ちを収めた。
2021年9月12日、別府市総合体育館で木村文祐とノンタイトル8回戦を行い、8回判定3-0（79-73×3）で判定勝ちを収めた。
2022年6月13日、後楽園ホールで日本ウェルター級1位の永野祐樹と日本同級王者小原佳太の負傷離脱に伴う日本同級暫定王座決定戦を行い、5回1分42秒TKO勝ちを収め王座を獲得した。
2022年10月11日、後楽園ホールで日本ウェルター級王者の小原佳太と王座統一戦を行い、3回2分35秒TKO負けを喫し王座統一に失敗、小畑が4ヶ月間保持した暫定王座は小原の正規王座に吸収される形で消滅した。
2024年12月12日、後楽園ホールで日本ウェルター級王者のセムジュ・デビッドと日本同級タイトルマッチを行うも、10回0-3（93-97、92-98×2）判定負けを喫し正規での王座返り咲きに失敗した。
2025年6月19日、大田区総合体育館でブライアン・ノーマン・ジュニア対佐々木尽のセミファイナルでOPBF東洋太平洋ウェルター級3位の田中空とメインイベントに出場する前王者佐々木のノーマン・ジュニアへの挑戦内定に伴う王座返上により空位となったOPBF東洋太平洋同級王座決定戦を行うも、4回2分1秒TKO負けを喫し王座獲得に失敗、自身初の連敗となった。

## 獲得タイトル
- 第2代日本ウェルター級ユース王座（防衛0）
- 日本ウェルター級暫定王座(防衛0)

## 戦績
- プロボクシング - 23戦14勝8敗1分（6KO）